# James Beck
James Beck (Islington, Londen, 21 februari 1929 - Roehampton, Londen, 6 augustus 1973) was een Engels acteur. James Beck staat ook bekend onder de naam Jimmy Beck.

## Levensloop en carrière
Beck werd geboren in Noord-Londen en bracht zijn lagereschooltijd door op de Popham Elementary School. Het gezin Beck had het zwaar, zijn vader was vaak werkloos, zijn moeder maakte kunstbloemen om toch nog wat bij te verdienen.
Op 14-jarige leeftijd ging Beck naar de Kunstacademie en studeerde drie jaar later af als commercieel artiest. Korte tijd later kreeg hij zijn oproep voor het leger. In het leger was hij gym-instructeur. Beck begon met acteren bij rondreizende theatergezelschappen. Uiteindelijk belandde hij in York, waar hij zijn toekomstige vrouw Kay ontmoette.
Een vroege rol (1963) is die van Shylock in het stuk The Merchant of Venice, waarvoor hij goede kritieken kreeg. Hij bleef optreden in York en daar ook geweldige kritieken behalen. Hij verhuisde uiteindelijk naar Londen om zich meer te concentreren op tv-rollen. De eerste rol was gelijk een dramarol: de rol van politieman in een aflevering van Coronation Street, waarin een treinramp verwerkt zit. Ook speelde hij een politieman in Gideon's Way in 1965.
Beck werd in Nederland het meest bekend met zijn rol als soldaat Joe Walker in de Engelse comedyserie Dad's Army. Beck begon echter als theateracteur en speelde diverse rollen. Begin jaren 1960 brak hij door op de Britse televisie. Hij deed mee in films en speelde vele gastrollen in televisieseries, zoals in Dixon of Dock Green en The Troubleshooters.
Hoewel hij populair en geliefd was als Joe Walker, was de uitdaging voor Beck nooit te groot en bleef hij achter andere rollen aanzitten. Hij nam, samen met Arthur Lowe, een nooit uitgezonden remake op van Hancock's Half Hour.
Tussen 1968 en zijn dood in 1973 speelde hij in Dad's Army. Beck maakte zijn laatste seizoen niet af en ontbrak in de laatste aflevering van dat seizoen. Beck had net de locatie-opnames van seizoen 6 afgerond en werkte aan de radio-adaptie van Dad's Army, toen hij plotseling onwel werd tijdens de opening van een inzamelingsactie voor blindengeleidehonden. Hij keerde terug naar huis, maar werd binnen een uur overgebracht naar het Queen Mary's Hospital in Roehampton, zuidwest-Londen. Hier werd pancreatitis vastgesteld, een ontsteking aan de alvleesklier. Na drie weken in het ziekenhuis, overleed hij toch nog aan de ziekte, slechts 44 jaar oud. Zijn ziekte werd waarschijnlijk mede veroorzaakt door alcoholisme. Hij werd begraven op de Putney Vale Cemetery in Londen.
Het karakter Walker keerde nooit terug in de televisieserie. Voor de radio-show nam Graham Stark en later Larry Martyn zijn rol over. Acteur John Bardon speelde Walker in de toneelversie van Dad's Army.
Frappant is dat Beck een van de jongste castleden was van Dad's Army, maar als eerste overleed.

## Filmografie
- Dad's Army televisieserie - Soldaat Joe Walker (60 afl., 1968-1973)
- Romany Jones televisieserie - Bert Jones (14 afl., 1972-1973)
- Love Thy Neighbour (1973) - Cyril
- Comedy Playhouse Televisieserie - Johnny (Afl., Born Every Minute, 1972)
- The Morcambe & Wise Show Televisieserie - Zichzelf (Episode 22 april 1971)
- Dad's Army film (1971) - Soldaat Joe Walker
- Carry on Loving (1970, scènes verwijderd) - Mr. Roxby
- Jackanory televisieserie - Verhalenverteller (Afl., Humbert, Mr. Firkin, and the Lord Mayor of London/The Golden Horse, 1970)
- Groupie Girl (1970) - Manager
- The Troubleshooters televisieserie - Jack Robbins (Afl., The Price of a Bride, 1970)
- A Family at War televisieserie - Bob O'Connell (Afl., The War Office Regrets, 1970)
- Doctor in the House televisieserie - Mr. Wale (Afl., What Seems to Be the Trouble?, 1970)
- Counterstrike televisieserie - Gold (Afl., Backlash, 1969)
- Two in Clover televisieserie - Dr. Molineux (Episode 1.7, 1969)
- Sherlock Holmes televisieserie - James Ryder (Afl., The Blue Carbuncle, 1968)
- Never a Cross Word Televisieserie - Rol onbekend (Afl., The Baldocks at Bay, 1968)
- The Dustbinmen (Afl., There's a Hole in Your Dustbin, Delilah, 1968) - Politie-sergeant
- Detective televisieserie - Bathwick (Afl., The Case of the Late Pig, 1968)
- The Troubleshooters televisieserie - Dave Sandy (Afl., Some Days You Just Can't Win, 1967)
- Champion House televisieserie - Frank Knight (Afl., Sonata for a Solo Fiddle, 1967|Go West, Young Man, 1968)
- Softly Softly televisieserie - Chief Supt. Colson (Afl., Who's Mr. Smith?, 1967)
- City 68' televisieserie - Dave Cook (Afl., The Shooting War, 1967)
- Trapped televisieserie - Hulpsheriff (Afl., You're a Brave Man, Jack, 1967)
- Dixon of Dock Green televisieserie - Gordon (Afl., The Step-Brother, 1967)
- The Gamblers televisieserie - Stewart (Afl., When the Chips are Down, 1967)
- The Secret Agent (Televisiefilm, 1967) - The Carter
- Theatre 625 televisieserie - Graves (Afl., Sword of Honour #2: Officers and Gentlemen, 1967)
- Sword of Honour televisieserie - Graves (Afl., Officers and Gentlemen, 1967)
- All Gas and Gaiters televisieserie - Politieman (Afl., Pilot: The Bishop Gets the Sack, 1967)
- Blackmail televisieserie - Eamonn Donovan (Afl., The Tax Man Cometh, 1966)
- Quick Before They Catch Us televisieserie - Politieman (Afl., Mark of Distinction, 1966)
- Comedy Playhouse Televisieserie - Politieman (Afl., The Bishop Rides Again, 1966)
- Mild and Bitter televisieserie - Verschillende rollen (Episode 1.1, 1966)
- Gideon's Way televisieserie - Inspecteur Smith (Afl., A Perfect Crime, 1966, niet op aftiteling)
- Our Man at St. Mark's televisieserie - PC Bailey (Afl., The Yo-Yo Again, 1965)
- Dixon of Dock Green televisieserie - Tommy Preston (Afl., Other People's Lives, 1965)
- The Troubleshooters televisieserie - Alan Boyd (Afl., Wild Cat, 1965)
- Hit and Run televisieserie - Det. Sgt. Reece (Afl., Accident, 1965)
- Dixon of Dock Green televisieserie - Jim Carter (Afl., Facing the Music, 1964)
- Dixon of Dock Green televisieserie - Don (Afl., The Switch, 1963)
- Comedy Playhouse Televisieserie - Sydney - Busconducteur (Afl., The Chars, 1963)
- Dr. Finlay's Casebook televisieserie - Charlie Bell (Afl., Conduct Unbecoming, 1962)
- Dixon of Dock Green televisieserie - Bert Mason (Afl., Outside the Gates, 1962)
- Z Cars televisieserie - Politieagent (Afl., The Five Whistles, 1962)
- Outbreak of Murder televisieserie - Det. Sgt. David (3 afl., 1962)
- Dixon of Dock Green televisieserie - Geoff Baston (Afl., New Man in the Manor, 1961)
- Jacks and Knaves televisieserie - Det. Con. Syd (3 afl., 1961)
- Flower of Evil televisieserie - Politieman (Afl. onbekend, 1961)
- Deadline Midnight televisieserie - Ambulancebroeder (Afl., One Man Went to Fly, 1961)
- Emergency-Ward 10 televisieserie - Politieman (Afl. 1.444, 1961)
- The Fifth Form at St. Dominic's televisieserie - Roach (Afl., The New Boy, 1961|The Truth, 1961)